# 源淳子
源 淳子（みなもと じゅんこ、1947年8月2日- ）は、仏教研究者、女性問題研究者。
島根県仁多郡奥出雲町の浄土真宗本願寺派の寺に生まれる。龍谷大学大学院修士課程修了、大谷大学大学院博士課程満期退学。関西大学人権問題研究室委嘱研究員他大学非常勤講師。仏教における女性差別などの問題を研究。一時期大越愛子と共著を刊行していた。

## その他
2018年12月に京都市の東本願寺で開催された人権週間のギャラリー展に於いて、源がパネルの展示を監修したが、パネルのうち3枚が、ギャラリー展を主催する真宗大谷派の意向により差し替えられた。源は、女性差別に関する核心の部分が外されたとして、同派に対し抗議文を送付している。

## 著書
- 『鎌倉浄土教と女性』永田文昌堂 1981
- 『仏教と性 エロスへの畏怖と差別』三一書房　1996
- 『フェミニズムが問う仏教 教権に収奪された自然と母性』三一書房 1996
- 『フェミニズムが問う王権と仏教 近代日本の宗教とジェンダー』三一書房 1998
- 『「母」たちの戦争と平和 戦争を知らないわたしとあなたに』三一書房 2008
- 『自分らしい終末や葬儀の生前準備 ―「生老病死」を考える』あけび書房 2017
- 『仏教における女性差別を考える― 親鸞とジェンダー』あけび書房 2020
- 『いつまで続く「女人禁制」― 排除と差別の日本社会をたどる』解放出版社 2020

### 共著
- 『女性と東西思想』大越愛子共著 勁草書房 1985
- 『解体する仏教 そのセクシュアリティ観と自然観』大越愛子共著 大東出版社 1994
- 『「女人禁制」Q&A』（編著）解放出版社 2005

## 論文
- <源淳子